# 유토리입니다만 무슨 문제 있습니까
《유토리입니다만 무슨 문제 있습니까》(일본어: ゆとりですがなにか)는 2016년 4월 17일부터 6월 19일까지 닛폰 TV에서 매주 일요일 22:30 ~ 23:25 (JST)에 방송된 텔레비전 드라마이다. 주연은 오카다 마사키.
2017년 여름 스페셜 드라마《유토리입니다만 무슨 문제 있습니까 순미 음양 순정편》으로서 부활하는 것으로 나타났다.

## 개요
쿠도 칸쿠로는, 이 드라마에 대해서 〈사회인 경험 제로인 내가, 45세가 되어서 처음으로 도전하는 사회파 드라마〉라고 말하고 있다.

## 캐스트
- 사카마 마사카즈 - 오카다 마사키
- 야마지 카즈토요 - 마츠자카 토리
- 미치가미 마리부 - 야기라 유야
- 미야시타 아카네 - 안도 사쿠라
- 야마기시 히로무 - 타이가
- 아소 이쿠오 - 요시다 코타로

## 스태프
- 각본 - 쿠도 칸쿠로
- 음악 - 히라노 요시히사
- 주제가 - 감각 피에로 〈삼가 아뢰옵니다, 언젠가의 너에게〉 (JIJI RECORDS)
- 연출 - 미즈타 노부오, 아이자와 준, 스즈키 유마
- 프로듀서 - 에다미 요코, 시게야마 요시노리 (AXON)
- 치프 프로듀서 - 이토 히비키
- 제작 협력 - AXON
- 제작 저작 - 닛폰 TV

## 방송 일자
| 각 화                                                      | 방송일          | 부제                                    | 연출          | 시청률 |
| ---------------------------------------------------------- | --------------- | --------------------------------------- | ------------- | ------ |
| 제1화                                                      | 2016년 4월 17일 | 회사 그만둡니다아                       | 미즈타 노부오 | 9.4%   |
| 제2화                                                      | 4월 24일        | 네 정의는 대체 뭐야?                    | 미즈타 노부오 | 8.9%   |
| 제3화                                                      | 5월 1일         | 친구가 되고 싶어서                      | 아이자와 준   | 7.1%   |
| 제4화                                                      | 5월 8일         | 나에게 용기를 주세요                    | 미즈타 노부오 | 7.9%   |
| 제5화                                                      | 5월 15일        | 꽉 껴안고 싶었어                        | 미즈타 노부오 | 8.4%   |
| 제6화                                                      | 5월 22일        | 우리를 바꾸는 현실                      | 스즈키 유마   | 8.3%   |
| 제7화                                                      | 5월 29일        | 연인들의 유통기한                       | 미즈타 노부오 | 8.9%   |
| 제8화                                                      | 6월 5일         | 정의의 프러포즈                         | 아이자와 준   | 8.0%   |
| 제9화                                                      | 6월 12일        | 사랑하는 가족을 위해서                  | 미즈타 노부오 | 7.9%   |
| 최종화                                                     | 6월 19일        | 사춘기의 신랑신부… 나에게 한 방 맞아라! | 미즈타 노부오 | 9.3%   |
| 평균 시청률 8.4% (시청률은 칸토 지구·비디오 리서치사 조사) |                 |                                         |               |        |

## 수상
- 제4회 컨피던스 어워드 드라마상
  - 주연 남우상 (오카다 마사키)
  - 조연 남우상 (야기라 유야)
  - 각본상 (쿠도 칸쿠로)
- 제89회 더 텔레비전 드라마 아카데미상
  - 조연 남우상 (야기라 유야)
  - 각본상 (쿠도 칸쿠로)
- 도쿄 드라마 어워드 2016
  - 작품상 연속드라마 부문 우수상
- 컨피던스 어워드 드라마상 연간대상
  - 심사원 특별상 (오카다 마사키, 마츠자카 토리, 야기라 유야)
- 제67회 예술선장문부과학대신상 (쿠도 칸쿠로, 이 작품의 성과에 의한)